# Wilhelm Ferdinand Rong
Wilhelm Ferdinand Rong   (Trutnov, 5 d'agost de 1759 - Bützow, 13 de novembre de 1842) fou un compositor, músic de cambra, professor de música.
Fou músic de cambra del príncep Enric de Prússia, a la mort d'aquest el 1802, va ser professor de música a Berlín.
Entre les seves composicions hi figuren: el duo drama Alma; diversos cors de circumstàncies (un d'ells amb motiu de la mort de la reina Lluïsa); himnes; música sacra, etc. A més, va escriure: Elementar Lehre amb Klavier (1786); Theoretisch praktisches Handbuch der Tonartenkentnis (1805), etc.